# María (madre de Santiago)

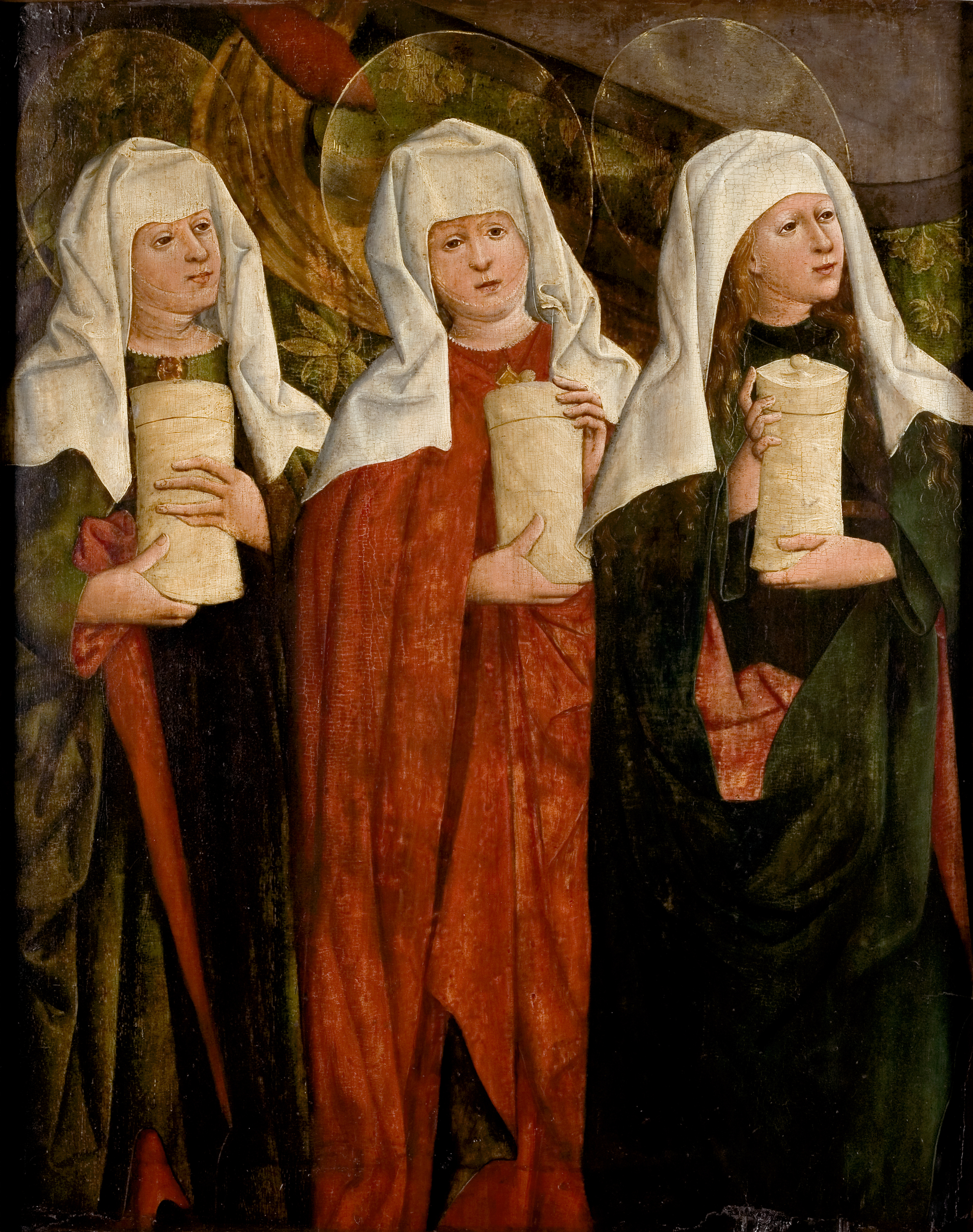
Junto con María Magdalena y María de Cleofás, María la madre de Santiago es conocida como una de Las Tres Marías, representada aquí por Mikołaj Haberschrack (c. 1470)

María, madre de Santiago es identificada en los evangelios sinópticos como una de las mujeres que fueron a la tumba de Jesús después de que fuera enterrado. Marcos 16:1 y NRSV se refieren a "María la madre de Santiago" como una de las mujeres que fueron a la tumba de Jesús.
Junto con María Magdalena y María de Cleofás, María la madre de Santiago es conocida como una de las Las Tres Marías.

## Antecedentes
Mateo 27:56 dice que "María la madre de Santiago y José" estaba viendo la crucifixión desde la distancia. NRSV la llama "María la madre de Santiago el Menor y de José". [Santiago el Menor se identifica a menudo con Santiago, hijo de Alfeo. La Enciclopedia Católica lo identifica tanto con Santiago, hijo de Alfeo como con Santiago, hermano de Jesús (Santiago el Justo).
Según los fragmentos que se conservan de la obra Exposición de los dichos del Señor del Padre apostólico Papías de Hierápolis, que vivió c. 70-163 d. C., "María, madre de Santiago el Menor y de José, mujer de Alfeo, era hermana de María la madre del Señor, a la que Juan nombra de Cleofás". Para el teólogo anglicano J.B. Lightfoot, este fragmento citado anteriormente sería espurio.
Se dice que sus reliquias se encuentran tanto en Francia, en la «Iglesia de las Santas Marías de la Mar», como en Italia.